# Tessin
Tessin – miasto w kraju związkowym Meklemburgia-Pomorze Przednie w północno-wschodnich Niemczech, w powiecie Rostock, siedziba urzędu Tessin. Leży nad rzeką Recknitz, 22 kilometry na wschód od miasta Rostock.

## Toponimia
Nazwa pochodzenia słowiańskiego, przed 1400 rokiem pisana w formie Tessyn. Odosobowy połabski egzonim Tĕšin pochodzi od imienia Tĕš. Na język polski tłumaczone jako Cieszyn.

## Współpraca międzynarodowa
Tessin posiada następujące umowy partnerskie:
- Großhansdorf, Szlezwik-Holsztyn od 1990 r.
- gmina Postomino od 2001 r.